# Fremont County (Idaho)
Fremont County is een county in de Amerikaanse staat Idaho.
De county heeft een landoppervlakte van 4.835 km2 en telt 11.819 inwoners (volkstelling 2000). De hoofdplaats is St. Anthony

## Bevolkingsontwikkeling
.